# Martinova bouda
Martinova Bouda schronisko w czeskich Karkonoszach na wysokości 1288 m n.p.m. Położone jest na zboczu Wielkiego Szyszaka. Obok schroniska jest węzeł szlaków turystycznych.

## Historia
Schronisko należy do najstarszych w Karkonoszach. Jego poprzednik został założony w tym miejscu w roku 1642 i chronił uciekinierów wojennych podczas wojny trzydziestoletniej. Schronisko odnowił w roku 1785 Martin Erlebach, od którego zyskało swą nazwę. Po różnych przebudowach i modernizacjach do roku 1899 wyburzono inne budynki w tym miejscu. Pod koniec XIX w. przy schronisku funkcjonował niewielki ogród botaniczny z roślinnością karkonoską. Schronisko jest (według niektórych źródeł) miejscem urodzin i lat dziecięcych Martiny Navratilovej.

## Turystyka
Schronisko dysponuje 45 miejscami noclegowymi w pokojach 2-5 osobowych. Do dyspozycji turystów są jadalnie, sauna, przechowalnia sprzętu narciarskiego.

„Niemy znak” do schroniska

- prowadzący z Jagniątkowa przez Wielki Szyszak do Petrovej Boudy
- prowadzący ze Szpindlerowego Młyna przez Medvedi Boudy do węzła szlaków przy Labskej Boudzie.